# 米哈烏·柏茲西茲尼
米哈烏·柏茲西茲尼（Michał Przysiężny，1984年2月16日—）是一位波蘭職業網球運動員，他于2001年成为职业球手。他的职业生涯最高ATP单打排名是第57名（2014年1月27日），最高ATP双打排名则为第119名（2015年9月28日）。

## 外部連結
- 米哈烏·柏茲西茲尼（英文/西班牙文）的官方資料
- 米哈烏·柏茲西茲尼的國際網球總會 職業／青少年 官方資料（英文）
- 米哈烏·柏茲西茲尼的官方資料（英文）